# A-Ba-Ni-Bi
A-Ba-Ni-Bi alfabeto hebraico: א-ב-ני-בי, (tradução: Eu, da frase da frase hebraica: "Ani 'ohev ot-khá" [eu amo você], na língua do "B") foi a canção que representou Israel no Festival Eurovisão da Canção 1978, interpretada em hebraico por Izhar Cohen e Alphabeta. A referida canção tinha letra de Ehud Manor, música e orquestração de Nurit Hirsh.
O título em si é confuso e sem sentido, não passa de um jogo de palavras na língua do "B" (igual à nossa língua do "P"), contudo foi um sucesso na Europa Ocidental. A letra fala-nos do amor e diz que deveríamos falar a língua do amor em vez da língua do segredo. Não deveríamos ocultar o nosso amor, mas sim expressá-lo.
Quando se começava a prever a vitória da canção israelita houve cortes de transmissão nos países do Norte da África e do Médio Oriente, a televisão jordaniana cortou a emissão e mostrou um ramo de narcisos, tudo porque estes países não desejavam a vitória daquele país por razões políticas (o problema de antissemitismo mais uma vez veio à tona) . A televisão jordaniana referiu que quem venceu foi a Bélgica (na verdade 2.º classificado) e não Israel. Por outro lado, a imprensa jordaniana recusou reconhecer que Israel tinha ganho, referindo que canção vencedora fora a da Bélgica.
A canção israelita foi a 18.ª a ser interpretada na noite do evento, a seguir à canção luxemburguesa e antes da canção austríaca interpretada pela banda Springtime. No final da votação, terminou em primeiro lugar, tendo recebido 157 votos.